# 孤星劍
《孤星劍》，是香港無綫電視於1993年拍攝的電視劇，全劇共15集，由鄭伊健、梁小冰、何婉盈、魏駿傑領銜主演，並由陳嘉輝、何英偉、吳詠虹、江　漢及胡美儀聯合主演，監製楊錦泉。本劇於1994年2月首播。

## 故事大綱
清嘉慶年間江湖浪子段浪受二阿哥之命保護木偶，惹來重重追殺。密探千色因奉命盜取木偶而與段浪為敵，其武功、機智不及段浪，結果任務失敗致家破人亡。千色在憤恨中不斷刺殺段浪，誰料天意弄人，在日久相處下，她竟戀上段浪而不能自拔。此時，柔弱溫婉的江芝蘭出現，與段浪情愫互生，千色情深義重，甘願同生共死，芝蘭柔情似水，只求生死不棄。段浪周旋於二女之間，難於取捨。
另一方面。木偶背後陰謀漸漸揭露，危機四伏，而奉命搶奪木偶的狂刀左馬因鍾情芝蘭而對段浪生妒恨之心，誓殺段浪，令段浪多次徘徊於生死邊緣，一個不知生死，沒有明天的江湖浪子，最終會情歸何處呢?

## 演員表
- 鄭伊健 飾 段　浪
- 梁小冰 飾 千　色
- 何婉盈 飾 樂芝蘭
- 魏駿傑 飾 左　馬
- 陳嘉輝 飾 程日天
- 何英偉 飾 曹廣泰
- 吳詠紅 飾 夢　姬
- 江　漢 飾 樂水樓
- 馮曉文 飾 洪天心
- 胡美儀 飾 金賽花
- 黃澤民 飾 金沛宇
- 楓 飾 鴇　母
- 駿　雄 飾 樂　北
- 何璧堅 飾 千色父
- 溫雙燕 飾 千色母
- 鄭英龍 飾 千色弟
- 麥嘉倫 飾 樂北手下
- 林尚武 飾 公孫靜雲
- 蕭山仁 飾 周總管/泰手下
- 河國榮 飾 Mr. Johnson
- 張海勤 飾 二阿哥手下
- 黃建峰 飾 二阿哥
- 陳中堅 飾 洪天心父
- 吳列華 飾 紫　羌
- 陳均榕 飾 洪　贊
- 李桂英 飾 洪贊妻
- 虞天偉 飾 洪總管
- 陸麗燕 飾 妓　女
- 鄭　嵐 飾 妓　女
- 曾令茵 飾 妓　女
- 王仲匡 飾 小　二
- 邵卓堯 飾 仇　虎
- 鄧煜榮 飾 田　七
- 劉煒全 飾 甘　草
- 王維德 飾 龍山派弟子
- 王偉樑 飾 龍山派弟子
- 劉超凡 飾 鐵　匠
- 曹　濟 飾 燕　三
- 廖麗麗 飾 村　婦
- 麥皓為 飾 木　匠
- 李海生 飾 鷹　野
- 游　飈 飾 樓手下
- 鄭君寧 飾 樓手下
- 陳惠瑜 飾 鴇　婆
- 亦　羚 飾 妓　女
- 陳曉芸 飾 泰女僕
- 陳燕航 飾 小　紅
- 葉振聲 飾 山　賊
- 薛純基 飾 山　賊
- 郭卓樺 飾 山　賊
- 羅　莽 飾 刀　魔
- 凌　漢 飾 圓月老人
- 李煌生 飾 亞　志
- 曾令茵 飾 妓　女
- 陳勉良 飾 大　夫
- 飾 老　人
- 博　君 飾 小　四
- 李衛民 飾 大阿哥
- 區人山 飾 浪人右近
- 蔡堅成 飾 浪人誠忠
- 范秋生 飾 小　二
- 伍秉君 飾 途人甲
- 郭智坤 飾 途人乙
- 梁俊傑 飾 途人丙
- 胡志明 飾 途人丁
- 麥樹燊 飾 大　夫
- 梁啟智 飾 臣子甲
- 何子滿 飾 臣子乙
- 方德明 飾 二阿哥手下
- 陳耀文 飾 刺　客
- 張英才 飾 皇　上
- 羅　維 飾 皇上侍衛
- 張　兆 飾 大　夫
- 張國強 飾 江湖人甲
- 李學良 飾 江湖人乙
- 劉榮熾 飾 主刑官
- 陳健輝 飾 客人甲
- 陳家亮 飾 客人乙